# Firuzabad (Lorestan)
Fīrūzābād (farsi فیروزآباد) è una città dello shahrestān di Selseleh, circoscrizione di Firuzabad, nella provincia del Lorestan in Iran. Aveva, nel 2006, una popolazione di 2.857 abitanti.